# Lîsohorivka, Novopskov
Lîsohorivka (în ucraineană Лисогорівка) este un sat în comuna Zakotne din raionul Novopskov, regiunea Luhansk, Ucraina.

## Demografie
Componența lingvistică a localității Lîsohorivka
     Ucraineană (96,67%)
     Rusă (3,09%)
     Alte limbi (0,24%)
Conform recensământului din 2001, majoritatea populației localității Lîsohorivka era vorbitoare de ucraineană (96,67%), existând în minoritate și vorbitori de rusă (3,09%).